# Forex robot
A forex robot egy automatizált kereskedési rendszer. Algoritmusa, vagyis a „robot” matematikai összefüggések alapján számol, és ezek alapján folyamatosan kereskedik.
A forex robot a nap 24 órájában elemzi az árfolyam mozgását, majd ez alapján hozza meg a kereskedési döntéseit. A robot egymásra épülő kötésláncolatokkal számol, figyelembe véve a felhasználható tőke nagyságát is.